# Camozzi Group
Camozzi Group S.p.A. — міжнародний італійський концерн із виробництва пневмоапаратури та пневмообладнання, пневмосистем і пневмоавтоматики. Один зі світових лідерів у галузі промислової пневматики.
У жовтні 2023 року НАЗК внесло компанію «Camozzi Group» до переліку міжнародних спонсорів війни. Причиною стало те, що компанія продовжила роботу на ринку Росії після російського повномасштабного вторгнення в Україну.